# Pozo de Jarillas
Pozo de Jarillas är en ort i Mexiko.   Den ligger i kommunen Ojocaliente och delstaten Zacatecas, i den centrala delen av landet, 500 km nordväst om huvudstaden Mexico City. Pozo de Jarillas ligger 2 160 meter över havet och antalet invånare är 1 221.
Terrängen runt Pozo de Jarillas är en högslätt. Runt Pozo de Jarillas är det ganska tätbefolkat, med 52 invånare per kvadratkilometer. Närmaste större samhälle är General Pánfilo Natera, 9,1 km öster om Pozo de Jarillas. Omgivningarna runt Pozo de Jarillas är i huvudsak ett öppet busklandskap.